# بورخن
بورخن (به آلمانی: Borchen) یک شهر در آلمان است که در پادربورن واقع شده‌است. بورخن ۱۳٬۵۱۸ نفر جمعیت دارد.

## خواهرخوانده
شهر شوارتسنبرگ، زاکسن خواهرخواندهٔ بورخن هست.